# Io, Chiara e lo Scuro
Io, Chiara e lo Scuro è un film del 1983 diretto da Maurizio Ponzi, con Francesco Nuti e Giuliana De Sio, ambientato nel mondo dei giocatori di biliardo all'italiana, vaga parodia de Lo spaccone, film del 1961 diretto da Robert Rossen.
L'esecuzione di alcuni colpi di biliardo è effettivamente opera di Francesco Nuti, noto appassionato della disciplina, alla quale dedicherà altri due suoi film: Casablanca, Casablanca (1985), che ne è il sequel, e Il signor Quindicipalle (1998), che invece ha un personaggio differente per protagonista.
Fu presentato nella sezione Un Certain Regard del 36º Festival di Cannes.

## Trama
Francesco Piccioli, detto "il Toscano", è un impiegato d'albergo, virtuoso del biliardo all'italiana: la prima scena del film lo vede entrare nella sala biliardo del locale dove si allena Marcello Lotti, soprannominato "lo Scuro", per conoscerlo. Francesco supplica lo Scuro di giocare con lui almeno una partita, mentre Novello detto "Merlo" cerca di dissuaderlo, dicendogli che lo Scuro si allena da solo da diversi anni. Mentre Francesco apre un biliardo per allenarsi, gli si avvicina lo Scuro che accetta la sfida, scommettendo un caffè corretto ad una goriziana a 400 punti. Francesco, tra lo stupore generale, con un'ottavina reale a otto sponde riesce a sconfiggere lo Scuro, che come ricompensa gli offre il pattuito caffè corretto.
Dopo la vittoriosa sfida, diretto verso casa in tram, Francesco incontra Chiara, una ragazza con una valigia uguale alla sua la quale contiene un sassofono contralto e scopre anche che la ragazza abita nel suo stesso palazzo, al piano inferiore.
Alla prima sfida con lo Scuro ne seguono altre, giocate però con più cospicue poste in palio in denaro e che Francesco perde. Le sfide con lo Scuro portano Francesco a incominciare a svaligiare le cassette di sicurezza dei clienti dell'albergo dove lavora per onorare le scommesse.
Nel mentre, un terzo incontro con Chiara sul tram provocherà fatalmente uno scambio di valigie: da una parte Francesco si ritrova a sfidare lo Scuro senza la sua stecca personale, dall'altra la ragazza, priva del suo strumento, deve rinunciare a un'importante audizione. Entrambi si accorgono troppo tardi dello scambio e incontratisi di nuovo sul tram, si conoscono e finiscono col litigare, accusando l'uno di avere danneggiato l'altro per la propria dabbenaggine.
Una volta riappacificati e dopo avere stretto amicizia, Francesco decide di confessare a Chiara i suoi continui furti e le rivela la sua intenzione di costituirsi; Chiara, invece, vuole che partecipi al campionato di biliardo che si terrà una settimana dopo a Chianciano e alla fine lo persuade, impegnando il proprio sassofono per recuperare i soldi per l'iscrizione, viaggio e albergo. Una eventuale vincita permetterebbe a Francesco di rientrare dell'ingente somma rubata.
Al campionato, Francesco batte tutti i suoi avversari e in finale incontra nuovamente lo Scuro: ma al suo ultimo tiro, ancora un'ottavina reale ad otto sponde, la sua biglia, che ha acquisito troppa forza e velocità, cade in buca e decreta la sconfitta.
Chiara, che ha seguito Francesco durante l'intero torneo, dopo avere scommesso clandestinamente su Francesco negli incontri precedenti, durante la finale scommette su lo Scuro, guadagnando così il denaro sufficiente da risistemare nelle casseforti private dell'albergo nel quale Francesco lavora, che in questo modo fa passare inosservati i suoi furti in tempo utile.
Il Toscano, smorzata la tensione delle gare precedenti, sfida e vince contro lo Scuro, mostrando una fiera e ritrovata fiducia in sé stesso.

## Cast
In principio la protagonista sarebbe dovuta essere la cantautrice Donatella Rettore, che rifiutò la parte.

## Sequel
Nel 1985 uscì il seguito Casablanca, Casablanca, diretto ed interpretato da Francesco Nuti.
Nel film tornano anche Giuliana De Sio e Marcello Lotti.

## Riconoscimenti
- 1983 - David di Donatello
  - Migliore attrice protagonista a Giuliana De Sio
  - Miglior attore protagonista a Francesco Nuti
  - Nomination Miglior attore esordiente a Marcello Lotti
- 1983 - Nastro d'argento
  - Migliore attrice protagonista a Giuliana De Sio
  - Miglior attore protagonista a Francesco Nuti
  - Nomination Regista del miglior film a Maurizio Ponzi
  - Nomination Migliore soggetto a Maurizio Ponzi e Francesco Nuti
- 1983 - Globo d'oro
  - Migliore attrice a Giuliana De Sio
  - Miglior attore rivelazione a Francesco Nuti
- 1983 - Grolla d'oro
  - Migliore attrice a Giuliana De Sio
  - Miglior attore esordiente a Francesco Nuti